# Festival di Berlino 1987
La 37ª edizione del Festival internazionale del cinema di Berlino si è svolta a Berlino dal 20 febbraio al 3 marzo 1987, con lo Zoo Palast come sede principale. Direttore del festival è stato per l'ottavo anno Moritz de Hadeln.
L'Orso d'oro è stato assegnato al film sovietico Tema di Gleb Panfilov.
La Berlinale Kamera è stata assegnata all'attore Klaus Maria Brandauer, al regista Ėlem Klimov e a Jack Valenti, presidente della Motion Picture Association of America.
In questa edizione sono stati introdotti per la prima volta il Premio Alfred Bauer, intitolato al primo direttore della Berlinale recentemente scomparso e riservato a film ritenuti particolarmente innovativi, e i Teddy Awards, conferiti a lungometraggi e cortometraggi legati a tematiche LGBT da una giuria composta da organizzatori di festival di cinema gay-lesbico.
Il festival è stato aperto da Il colore dei soldi di Martin Scorsese ed è stato chiuso da L'addio di Ėlem Klimov, entrambi proiettati fuori concorso.
La retrospettiva di questa edizione è stata dedicata al regista statunitense di origini armene Rouben Mamoulian, mentre la sezione "Homage" ha visto una rassegna di film interpretati dagli attori francesi Jean-Louis Barrault e Madeleine Renaud.

## Storia
(Peter Watkins)
La Berlinale del 1987 fu fortemente influenzata dai cambiamenti che stavano avvenendo in Unione Sovietica e dalle politiche di Mikhail Gorbaciov, che avevano portato ad allentare le tensioni Est-Ovest e a compiere importanti progressi anche nel settore cinematografico. Il riformatore Aleksandr Kamshalov era stato nominato presidente della commissione cinematografica di stato "Goskino" e la rinnovata Unione del cineasti era presieduta dal regista Ėlem Klimov, i cui film per lungo tempo erano stati soggetti al divieto di esportazione. Un comitato speciale che includeva il critico cinematografico Andrei Plakhov selezionò film e documentari per i quali fu consentita la proiezione dopo anni di censura, in modo che potessero essere conosciuti a livello internazionale. Il concorso fu perciò in grado di mostrare Tema (1979) di Gleb Panfilov e Dolorosa indifferenza (1983) di Aleksandr Sokurov, mentre lo stesso Klimov fu presente fuori concorso con L'addio, al quale era stata negata la proiezione nell'edizione del 1984. La stretta di mano tra il regista sovietico e il dirigente cinematografico statunitense Jack Valenti durante la premiazione con la Berlinale Kamera assunse perciò un significato fortemente simbolico, tanto che il festival di quest'anno venne definito la "Reykjavík del cinema", alludendo al vertice al quale pochi mesi prima avevano partecipato Ronald Reagan e Gorbaciov nella capitale islandese.

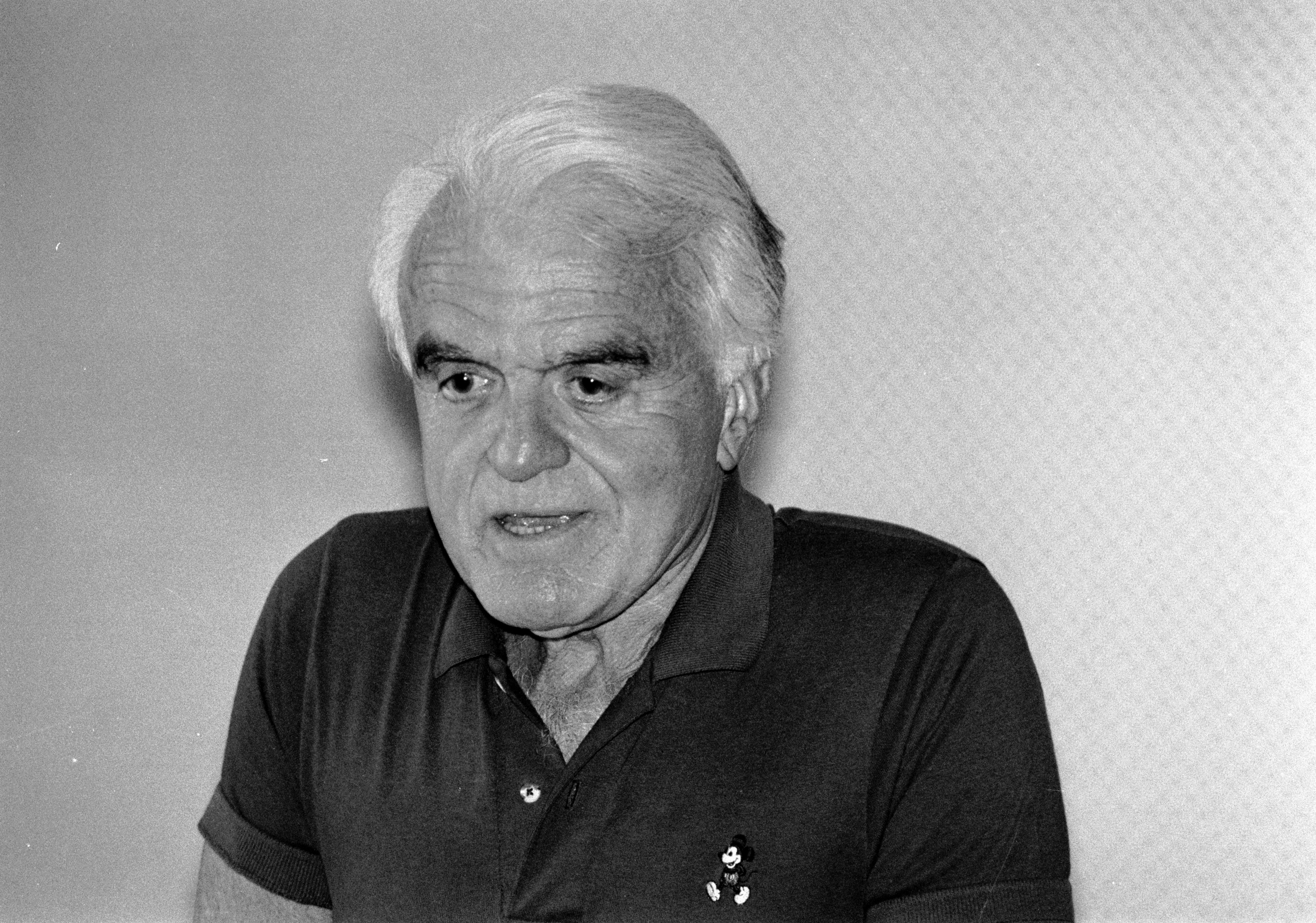
Il presidente della MPAA Jack Valenti, premiato con la Berlinale Kamera.

La giuria internazionale assegnò l'Orso d'oro al film di Panfilov, il resoconto dell'alienazione di uno scrittore di successo dalla società russa e da sé stesso che secondo la critica Karena Niehoff dimostrava «il grado di fiducia in sé stessi che l'Unione Sovietica è ora in grado di dimostrare, anche consentendo l'autocritica in un festival internazionale». Il premio non venne contestato artisticamente (anche se i giurati americani Kathleen Carroll e Paul Schrader avrebbero voluto assegnarlo a Platoon di Oliver Stone) ma fu visto soprattutto come un gesto politico, un segno di rispetto per le politiche riformiste dell'Unione Sovietica e per la sua "trasparenza" culturale. Tra gli altri film che riscossero maggior successo ci furono True Stories di David Byrne, proiettato fuori concorso, L'anno delle luci di Fernando Trueba (Orso d'argento per il miglior contributo singolo), Rosso sangue di Leos Carax (Premio Alfred Bauer) e Il caso Moro di Giuseppe Ferrara. Gian Maria Volonté, che ricevette l'Orso d'argento per il miglior attore, dichiarò durante la conferenza stampa: «Siamo lieti di essere stati invitati al FilmFest e sappiamo che non è stato facile... Abbiamo avuto notizia che da alcune parti non si voleva che questo film rappresentasse l'Italia a Berlino».
L'edizione di quest'anno rappresentò il primo palcoscenico anche per altri film sovietici fino ad allora banditi che trovarono posto nelle varie sezioni della rassegna. Nel Forum internazionale del giovane cinema vennero proiettati Varatz lapter di Agasi Ajwasjan, lungometraggio armeno sul pittore Vano Khodzhabenko, e La leggenda della fortezza di Suram dei georgiani Sergej Paradžanov e Dodo Abashidze, la storia di una fortezza su cui è stato lanciato un incantesimo. La sezione Panorama vide la presenza di lungometraggi e documentari sui problemi della distruzione ambientale, primo fra tutti Tschernobyl di Rolan Sergeenko che fu atteso con grande interesse anche se per qualche tempo non fu chiaro se sarebbe stato effettivamente mostrato. L'arrivo a Berlino del documentario sul disastro di Černobyl' fu posticipato senza informazioni sul motivo, anche se il sospetto era che l'argomento delicato avesse indotto i sovietici a bloccarne la distribuzione. La copia arrivò finalmente il 1º marzo 1987 e fu proiettata per la prima volta in un paese straniero un giorno prima della fine del festival. «Assemblato convenzionalmente con interviste agli abitanti dell'area intorno a Černobyl' e ad esperti e con riprese dettagliate del sito del reattore, il film ha sorpreso il pubblico soprattutto per il suo tono», scrisse Thomas Rothschild il 7 marzo sul Frankfurter Allgemeine Zeitung, «intriso di una tristezza rispettosa e sicuramente scevro da un vacuo pathos. Anche l'obbligatoria devozione al governo, che avrebbe affrontato tutti i problemi, è stata ridotta al minimo».
«Il Kinderfilmfest è parte integrante del Festival di Berlino ed è aperto a tutti i partecipanti e i visitatori. Pertanto, il cinema per bambini è stato liberato dalla sua posizione di outsider per appassionati e messo su un piano di parità con tutte le altre sezioni del festival. Questa è un’opportunità in due direzioni: per coloro che sono interessati al Kinderfilmfest estende il loro orizzonte alle tendenze del cinema internazionale che vanno ben oltre i film per bambini; per tutti gli altri questa presentazione mostra chiaramente il significato del cinema per bambini per il futuro del cinema» (Moritz de Hadeln).
Un altro film molto apprezzato nel Forum fu Resan del regista e sceneggiatore britannico Peter Watkins, un viaggio nella condizione del mondo in un'era di minaccia nucleare globale di oltre quattordici ore, attraverso cinque continenti, dodici Paesi e otto lingue. Come scrisse il critico Michael Kötz sul Deutsches Allgemeines Sonntagsblatt, «Watkins non solo dirige un dialogo globale sovraccarico di informazioni sulla follia della vera prospettiva della guerra, ma rivela anche di considerare la creazione del film stesso come un viaggio di agitazione, come uno strumento di dibattito».
Anche il Kinderfilmfest, giunto alla sua decima edizione, mostrò i frutti della perestrojka con Naerata ometi di Arvo Iho e Leida Laius, produzione ambientata in un orfanotrofio sovietico degli anni ottanta che ricevette il premio UNICEF. «Ciò che si tende a dimenticare nelle analisi odierne della storia del cinema», commentò il delegato della Berlinale per i film dell'Europa orientale Hans-Joachim Schlegel, «è il fatto che un impulso essenziale per la rappresentazione genuina dei problemi nella società sovietica... viene dai film per bambini e ragazzi».

## Giurie

### Giuria internazionale
- Klaus Maria Brandauer, attore (Austria) - Presidente di giuria[15]
- Juliet Berto, attrice e regista (Francia)
- Kathleen Carroll, critica cinematografica (Stati Uniti)
- Callisto Cosulich, critico cinematografico (Italia)
- Victor Djomin, critico e storico del cinema (Unione Sovietica)
- Reinhard Hauff, regista e sceneggiatore (Germania Ovest)
- Edmund Luft, drammaturgo, critico cinematografico e storico del cinema (Germania Ovest)
- Jiří Menzel, attore, regista e sceneggiatore (Cecoslovacchia)
- Dan Pița, regista e sceneggiatore (Romania)
- Paul Schrader, regista, sceneggiatore e critico cinematografico (Stati Uniti)
- Antonio Skármeta, regista e scrittore (Cile)

### Kinderjury
Il premio riservato alla sezione "Kinderfilmfest" è stato assegnato da una giuria composta da membri di età compresa tra 11 e 14 anni, selezionati dalla direzione del festival attraverso questionari inviati l'anno precedente.

## Selezione ufficiale

### In concorso
- Adam, regia di Iordanis Ananiadis (Grecia)
- L'anno delle luci (El año de las luces), regia di Fernando Trueba (Spagna)
- Auguszta dagaszt, regia di Csaba Varga (Ungheria)
- Bücher, regia di Dieter Reifarth e Bert Schmidt (Germania Ovest)
- Cadans, regia di Jan Wouter van Reijen (Paesi Bassi)
- Il caso Moro, regia di Giuseppe Ferrara (Italia)
- Coffee and Cigarettes, regia di Jim Jarmusch (Stati Uniti)
- Le compte-rendu, regia di Benoît Peeters (Belgio)
- Comrades - Uomini liberi (Comrades), regia di Bill Douglas (Regno Unito)
- Curriculum vitae, regia di Pavel Koutský (Cecoslovacchia)
- Diario per i miei amori (Napló szerelmeimnek), regia di Márta Mészáros (Ungheria)
- Dolorosa indifferenza (Skorbnoye beschuvstviye), regia di Aleksandr Sokurov (Unione Sovietica)
- Faire la fête, regia di Anne-Marie Miéville (Francia)
- Figli di un dio minore (Children of a Lesser God), regia di Randa Haines (Stati Uniti)
- Una finestra nella notte ('night, Mother), regia di Tom Moore (Stati Uniti)
- Flasken, regia di Per Tønnes Nielsen (Danimarca)
- For Love Alone, regia di Stephen Wallace (Australia)
- Les Fous de Bassan, regia di Yves Simoneau (Canada, Francia)
- The London Story, regia di Sally Potter (Regno Unito)
- Lupo the Butcher, regia di Danny Antonucci (Canada)
- Luxo Junior (Luxo Jr.), regia di John Lasseter (Stati Uniti)
- Il mare e il veleno (Umi to dokuyaku), regia di Kei Kumai (Giappone)
- Mart, regia di Stoian Doukov (Bulgaria)
- Il miracolo (Le Miraculé), regia di Jean-Pierre Mocky (Francia)
- La Montanara, regia di Gunter W. Rometsch (Germania Ovest)
- La morte di Empedocle (Der Tod des Empedokles oder: Wenn dann der Erde Grün von neuem Euch erglänzt), regia di D. Huillet e J.M. Straub (Germania Ovest, Francia)
- Nerwowe zycie kosmosu, regia di Piotr Dumala (Polonia)
- Platoon, regia di Oliver Stone (Regno Unito, Stati Uniti)
- Rainbow War, regia di Bob Rogers (Canada)
- Rosso sangue (Mauvais sang), regia di Leos Carax (Francia, Svizzera)
- The Shadow of Your Smile, regia di Thomas Bauermeister (Germania Ovest)
- So viele Träume, regia di Heiner Carow (Germania Est)
- Spring, wenn du kannst, regia di Kurt Tetzlaff (Germania Est)
- To teleio eglima, regia di Evris Papanikolas (Grecia)
- Tema, regia di Gleb Panfilov (Unione Sovietica)
- Tri zivota jeza, regia di Slobodan Novakovic e V. Vlajic (Jugoslavia)
- Vera, regia di Sergio Toledo (Brasile)
- Die Verliebten, regia di Jeanine Meerapfel (Germania Ovest, Jugoslavia)
- Vlčí bouda, regia di Věra Chytilová (Cecoslovacchia)
- Volto segreto (Masques), regia di Claude Chabrol (Francia)

### Fuori concorso
- L'addio (Proshchanie), regia di Ėlem Klimov (Unione Sovietica)
- Il colore dei soldi (The Color of Money), regia di Martin Scorsese (Stati Uniti)
- Cronaca di avvenimenti amorosi (Kronika wypadków milosnyc), regia di Andrzej Wajda (Polonia)
- Der kleine Staatsanwalt, regia di Hark Bohm (Germania Ovest)
- La luce del giorno (Light of Day), regia di Paul Schrader (Stati Uniti)
- Ein Treffen mit Rimbaud, regia di Ernst-August Zurborn (Germania Ovest)
- True Stories, regia di David Byrne (Stati Uniti)

### Panorama
- Les 1001 marguerites, regia di Pierre Philippe (Francia)
- Aaahh Belinda, regia di Atif Yilmaz (Turchia)
- Abkratzen und Teetrinken, regia di Susanne Horizon-Fränzel (Germania Ovest)
- Adama Hamah, regia di Serge Ankri (Israele)
- Als in een roes..., regia di Pim de la Parra (Paesi Bassi)
- Always, regia di Henry Jaglom (Stati Uniti)
- Baited Trap, regia di Jon Reiss (Stati Uniti)
- Barndommens gade, regia di Astrid Henning-Jensen (Danimarca)
- The Beat Generation: An American Dream, regia di Janet Forman (Stati Uniti)
- Black Harvest, regia di Guido Chiesa (Stati Uniti)
- Blurt Roll 2, regia di Anna Thew (Regno Unito)
- Broken English: Three Songs by Marianne Faithfull, regia di Derek Jarman (Regno Unito)
- The Child and the Saw, regia di Richard Heslop e Daniel Landin (Regno Unito)
- Chuck Solomon: Coming of Age, regia di Marc Huestis (Stati Uniti)
- Close Up, regia di René Perraudin (Germania Ovest)
- Cold Witness, regia di Brett Turnbull (Regno Unito)
- Commercial for Murder, regia di Amy Goldstein (Stati Uniti)
- Consiglio di famiglia (Conseil de famille), regia di Costa-Gavras (Francia)
- A Cor do seu Destino, regia di Jorge Durán e Tereza Gonzalez (Brasile)
- Crazy Boys, regia di Peter Kern (Germania Ovest)
- Crazy Love - Compagni di sbornia (Crazy Love), regia di Dominique Deruddere (Belgio)
- Czechs and Balances, regia di Debra Epstein (Stati Uniti)
- Dear Papa, regia di Doris Totten Chase (Stati Uniti)
- The Dream Machine, regia di Derek Jarman, Michael Kostiff, John Maybury e Cerith Wyn Evans (Regno Unito)
- Die Dreckschleuder, regia di Niki List e Hans Selikovsky (Austria)
- Duschata, regia di Oleg Kovachev (Bulgaria)
- Emelka-Palast, regia di Hans Sachs e Hedda Rinneberg (Germania Ovest)
- Feu sur la banlieue, regia di Colette Batifoulier (Francia)
- First Communion, regia di Martine Thoquenne (Regno Unito)
- Five Ways to Kill Yourself, regia di Gus Van Sant (Stati Uniti)
- Frances Steloff: Memoirs of a Bookseller, regia di Deborah Dickson (Stati Uniti)
- François Simon la Présence, regia di Louis Mouchet e Ana Simon (Svizzera, Francia)
- Furchtbar schrecklich, regia di Mara Mattuschka e Barbel Neubauer (Austria)
- Gardien de la nuit, regia di Jean-Pierre Limosin (Francia)
- Gary's Dream, regia di Isaac Julien (Regno Unito)
- Giochi d'artificio (Jeux d'artifices), regia di Virginie Thévenet (Francia)
- La gran fiesta, regia di Marcos Zurinaga (Portorico, Messico)
- Handsworth Songs, regia di John Akomfrah (Regno Unito)
- Hayfever: Conquest of the New World, regia di Martin Jones (Regno Unito)
- Her Name Is Lisa, regia di Rachid Kerdouche (Stati Uniti)
- Isaac in America: A Journey with Isaac Bashevis Singer, regia di Amram Nowak (Stati Uniti)
- Jack Levine: Feast of Pure Reason, regia di David Sutherland (Stati Uniti)
- Jadehay sard, regia di Masoud Jafari Jozani (Iran)
- Ein Jäger aus Kurpfalz, regia di Jochen Ehmann (Germania Ovest)
- Karavan Sarai, regia di Tasos Psarras (Grecia)
- Kormoran, regia di Anton Tomasic (Jugoslavia)
- Kurze Kindheit, langer Abschied, regia di Dieter Schidor (Germania Ovest)
- The Last Day's Work, regia di Brian McKenzie (Australia)
- Laura, regia di Géza Böszörményi (Ungheria)
- Leptomereia stin Kypro, regia di Panikos Chrissanthou (Cipro)
- La legge del desiderio (La ley del deseo), regia di Pedro Almodóvar (Spagna)
- Liedlich Konphon, regia di Ilona Hohenbüchler (Austria)
- Living with AIDS, regia di Tina Di Feliciantonio (Stati Uniti)
- La Main Morte, regia di Kenny Morris (Regno Unito)
- Ma'loul fête sa destruction, regia di Michel Khleifi (Belgio)
- Messer, regia di Sabine Groschup (Austria)
- Miss Mona, regia di Mehdi Charef (Francia)
- Movimento, regia di Jurislav Tscherijski (Austria)
- My New Friend, regia di Gus Van Sant (Stati Uniti)
- Naeshi, regia di Lee Doo-yong (Corea del Sud)
- La notte, regia di Michelangelo Antonioni (Italia, Francia)
- Nove giorni in un anno (9 dney odnogo goda), regia di Michail Romm (Unione Sovietica)
- Der Ohrenwurm, regia di Herbert Fritsch (Svizzera)
- On a volé Charlie Spencer, regia di Francis Huster (Francia)
- The Paper Bridge, regia di Ruth Beckermann (Austria)
- Parasympathica, regia di Mara Mattuschka (Austria)
- Pascal - Gödel, regia di Mara Mattuschka (Austria)
- Pasos largos, regia di Rafael Moreno Alba (Spagna)
- The Passion of Remembrance, regia di Isaac Julien e Maureen Blackwood (Regno Unito)
- Paura (Native Son), regia di Jerrold Freedman (Stati Uniti)
- Pirate Tape, regia di Derek Jarman (Regno Unito)
- Playing Away, regia di Horace Ové (Regno Unito, Stati Uniti)
- Pleas, regia di André Burke e Susan Pollack (Stati Uniti)
- Procar, regia di Richard Heslop e Daniel Landin (Regno Unito)
- Quatre mains, regia di Hans Fels (Paesi Bassi)
- The Queen Is Dead, regia di Derek Jarman, Richard Heslop e John Maybury (Regno Unito)
- La ragazza senza fissa dimora (Rue du départ), regia di Tony Gatlif (Francia)
- I ragazzi del fiume (River's Edge), regia di Tim Hunter (Stati Uniti)
- Ratten-Charlie, regia di Lisa Meier (Svizzera)
- Reigen, regia di Maris Pfeiffer, Ulrike Nechleba e Maria Theresia Wagner (Germania Ovest)
- Rendezvous unterm Nierentisch, regia di Manfred Breuersbrock, Wolfgang Dresler e Dieter Fietzke (Germania Ovest)
- Rosa Alexander, regia di Mara Mattuschka e H.W. Poschauk (Austria)
- The Rookies, regia di Michael Marlowe (Stati Uniti)
- SARK, regia di Zawadzki e Angelika Becker (Germania Ovest)
- Die Schule der Ausschweifung, regia di Mara Mattuschka (Austria)
- Seize the Day, regia di Fielder Cook (Stati Uniti)
- Shetika me ton Vasili..., regia di Stavros Tsiolis (Grecia)
- Sloane Square: A Room of One's Own, regia di Guy Ford e Derek Jarman (Regno Unito)
- Spiagge (Venner for altid), regia di Stefan Henszelman (Danimarca)
- De stayer, regia di Bennie Roeters (Paesi Bassi)
- Stein schleift Schere, regia di Peter Voigt (Germania Est)
- Stille Tage in Sommières, regia di Peter Leippe (Germania Ovest)
- Storme: Lady of the Jewel Box, regia di Michelle Parkerson (Stati Uniti)
- Ter/Chozjain, regia di Bagrat Oganesyan (Unione Sovietica)
- Thou Pluckest Me Out Screaming, regia di David Landin (Regno Unito)
- Le Torero hallucinogène, regia di Stéphane Clavier (Francia)
- Der Traum vom Elch, regia di Siegfried Kühn (Germania Est)
- Das Treibhaus, regia di Peter Goedel (Germania Ovest)
- Tschernobyl, regia di Rolan Sergeenko (Unione Sovietica)
- Unfinished Business, regia di Viveca Lindfors (Stati Uniti)
- U ozera, regia di Sergey Gerasimov (Unione Sovietica)
- What's a Nice Kid Like You..., regia di P.J. Castellaneta (Stati Uniti)
- William Carlos Williams, regia di Richard P. Rogers (Stati Uniti)
- Yukon Quest, regia di Valie Export (Austria, Canada)
- Zakázané uvolnenie, regia di Juraj Lihosit (Cecoslovacchia)
- Die Zwitscherer, regia di Gudrun Kampl (Austria)

### Forum internazionale del giovane cinema

#### Programma principale
- Ein Blick und die Liebe bricht aus, regia di Jutta Brückner (Germania Ovest)
- Triumph der Gerechten, regia di Josef Bierbichler (Germania Ovest)
- Drehort Berlin, regia di Helga Reidemeister (Germania Ovest)
- Mélo, regia di Alain Resnais (Francia)
- Mémoire des apparences, regia di Raúl Ruiz (Francia)
- Mon cas, regia di Manoel de Oliveira (Francia, Portogallo)
- Uma Rapariga no Verão, regia di Vítor Gonçalves (Portogallo)
- 45º parallelo, regia di Attilio Concari (Italia)
- Falsch, regia di Jean-Pierre e Luc Dardenne (Francia, Belgio)
- Rocinante, regia di Ann Guedes e Eduardo Guedes (Regno Unito)
- Resan, regia di Peter Watkins (Australia, Canada, Danimarca, Finlandia, Italia, Giappone, Nuova Zelanda, Unione Sovietica, Svezia, Norvegia)
- Hotet, regia di Stefan Jarl (Svezia)
- Lenz, regia di András Szirtes (Ungheria)
- Siekierezada, regia di Witold Leszczynski (Polonia)
- Varatz lapter, regia di Agasi Ajwasjan (Unione Sovietica)
- Sarraounia, regia di Med Hondo (Burkina Faso, Mauritania, Francia)
- Jimi Plays Monterey, regia di Chris Hegedus e D. A. Pennebaker (Stati Uniti)
- Shake!: Otis at Monterey, regia di D. A. Pennebaker (Stati Uniti)
- Landscape Suicide, regia di James Benning (Stati Uniti)
- On the Boulevard, regia di St. Clair Bourne (Stati Uniti)
- Langston Hughes: The Dream Keeper, regia di St. Clair Bourne (Stati Uniti)
- Are We Winning Mommy? America & the Cold War, regia di Barbara Margolis (Stati Uniti, Canada, Regno Unito)
- Salvation!: Have You Said Your Prayers Today?, regia di Beth B (Stati Uniti)
- A Weave of Time, regia di Susan Fanshel (Stati Uniti)
- Yuki yukite, shingun, regia di Kazuo Hara (Giappone)
- Magino-mura Monogatari - Sennen kizami no, regia di Shinsuke Ogawa (Giappone)
- Robinson no niwa, regia di Masashi Yamamoto (Giappone)
- Ye shan, regia di Xueshu Yan (Cina)
- Ganga, regia di Velu Viswanandhan (India, Francia)
- Dust in the Wind (Liàn liàn fēng chén), regia di Hou Hsiao-hsien (Taiwan)
- Ru Shi/Sand, regia di Jim Shum (Hong Kong)
- Acta General de Chile, regia di Miguel Littín (Cile, Cuba)
- Um Filme 100% Brasileiro, regia di José Sette (Brasile)
- La película del rey, regia di Carlos Sorín (Argentina)
- Augenlust, regia di Marille Hahne e Cathy Joritz (Germania Ovest)
- Concerto for the Right Hand, regia di Michael Bartlett (Germania Ovest)
- Egomania - Insel ohne Hoffnung, regia di Christoph Schlingensief (Germania Ovest)
- Die Fettecke, regia di Mischa Bielicky e Ricardo Peredo (Germania Ovest)
- Francesca degli angeli (Francesca), regia di Vérénice Rudolph (Germania Ovest)
- Joe Polowsky - Ein amerikanischer Träumer, regia di Wolfgang Pfeiffer (Germania Ovest)
- Labbra sognanti (Dreaming Lips), regia di Paul Czinner (Regno Unito)
- Spaltprozesse, regia di Claus Strigel e Bertram Verhaag (Germania Ovest)
- The Terrorizers (Kong bu fen zi), regia di Edward Yang (Taiwan)
- Der träumende Mund, regia di Paul Czinner (Francia, Germania)
- Das Tribunal - Mord am Bullenhuser Damm, regia di Lea Rosh (Germania Ovest)
- Vermischte Nachrichten, regia di Alexander Kluge (Germania Ovest)
- Zacharias, regia di Irene Dische (Germania Ovest)
- Zeit der Stille, regia di Thorsten Näter (Germania Ovest)

- Film di Jürgen Böttcher
- Frau am Klavichord, regia di Jürgen Böttcher (Germania Est)
- Im Lohmgrund, regia di Jürgen Böttcher (Germania Est)
- Die Küche, regia di Jürgen Böttcher (Germania Est)

- Film di Anita Thacher
- The Breakfast Table, regia di Anita Thacher (Stati Uniti)
- Homage to Magritte, regia di Anita Thacher (Stati Uniti)
- Loose Corner, regia di Anita Thacher (Stati Uniti)
- Manhatten Doorway, regia di Anita Thacher (Stati Uniti)
- Permanent Wave, regia di Anita Thacher (Stati Uniti)
- Sea Travels, regia di Anita Thacher (Stati Uniti)

- Film di Warren Sonbert
- The Cup and the Lip, regia di Warren Sonbert (Stati Uniti)
- Divided Loyalties, regia di Warren Sonbert (Stati Uniti)
- Hall of Mirrors, regia di Warren Sonbert (Stati Uniti)
- Noblesse Oblige, regia di Warren Sonbert (Stati Uniti)

- Film di Raymond Red
- Ang hikab, regia di Raymond Red (Filippine)
- Kabaka, regia di Raymond Red (Filippine)
- Kamada, regia di Raymond Red (Filippine)
- Ang magpakailanman, regia di Raymond Red (Filippine)
- Mistula, regia di Raymond Red (Hong Kong)
- Pelikula, regia di Raymond Red (Filippine)

- Film da Hong Kong
- A Better Tomorrow (Ying hung boon sik), regia di John Woo (Hong Kong)
- Homecoming (Si shui liu nian), regia di Ho Yim (Hong Kong, Cina)
- Just Like Weather (Mei guo xin), regia di Allen Fong (Hong Kong)
- Lao niang gou sao, regia di Kei Shu (Hong Kong)
- Love Unto Waste (Dei ha ching), regia di Stanley Kwan (Hong Kong)
- Peking Opera Blues (Do ma daan), regia di Tsui Hark (Hong Kong)
- Shanghai Blues (Shang Hai zhi yen), regia di Tsui Hark (Hong Kong)

- Il nuovo cinema venezuelano
- Bolívar, sinfonía tropikal, regia di Diego Rísquez (Venezuela)
- La casa de agua, regia di Jacobo Penzo (Venezuela)
- Oriana, regia di Fina Torres (Venezuela, Francia)
- Pequeña revancha, regia di Olegario Barrera (Venezuela)
- Por los caminos verdes, regia di Marilda Vera (Venezuela)
- Three by Three, regia di Calogero Salvo (Venezuela)

#### Proiezioni speciali
- Der Fater, regia di Noll Brinckmann (Germania Ovest)
- La leggenda della fortezza di Suram (Ambavi Suramis tsikhitsa), regia di Sergej Paradžanov e Dodo Abashidze (Unione Sovietica)
- M, regia di Christoph Janetzko (Germania Ovest)
- Nachsommer, regia di Klaus Telscher (Germania Ovest)

- I Navajo filmano sé stessi
- Intrepid Shadows, regia di Alfred Clah (Stati Uniti)
- The Navajo Silversmith, regia di Johnny Nelson (Stati Uniti)
- A Navajo Weaver, regia di Susie Benally (Stati Uniti)
- Old Antelope Lake, regia di Mike Anderson (Stati Uniti)
- Second Weaver, regia di Susie Benally (Stati Uniti)
- The Shallow Well Project, regia di Johnny Nelson (Stati Uniti)
- The Spirit of the Navajos, regia di Maxine e Mary J. Tsosie (Stati Uniti)

#### Il Nuovo cinema tedesco
- 40 mq di Germania (40 qm Deutschland), regia di Tevfik Başer (Germania Ovest)
- Der Angriff, regia di Theodor Kotulla (Germania Ovest)
- Auf immer und ewig, regia di Christel Buschmann (Germania Ovest)
- Caspar David Friedrich – Grenzen der Zeit, regia di Peter Schamoni (Germania Ovest, Germania Est, Francia)
- Die Chinesen kommen, regia di Manfred Stelzer (Germania Ovest)
- Du mich auch, regia di Helmut Berger, Anja Franke e Dani Levy (Germania Ovest, Svizzera)
- Der Flieger, regia di Erwin Keusch (Germania Ovest)
- Il nome della rosa (Der Name der Rose), regia di Jean-Jacques Annaud (Germania Ovest, Italia, Francia)
- Paradies, regia di Doris Dörrie (Germania Ovest)
- Die Reise, regia di Markus Imhoof (Svizzera, Germania Ovest)
- Schloß & Siegel, regia di Heidi Ulmke (Germania Ovest)
- Das Schweigen des Dichters, regia di Peter Lilienthal (Germania Ovest)
- Der Sommer des Samurai, regia di Hans-Christoph Blumenberg (Germania Ovest)
- Tommaso Blu, regia di Florian Furtwängler (Germania Ovest)
- Vaters Land, regia di Peter Krieg (Germania Ovest)
- Victor Wunderbar, regia di Wolfram Deutschmann (Germania Ovest)
- Von zwölf bis mittag, regia di Barbara Kappen (Germania Ovest)
- WAAhnsinn – Der Wackersdorf-Film, regia di Helge Cramer, Uwe Heitkamp, Michael Herl e Christian Wagner (Germania Ovest)
- Der wilde Clown, regia di Josef Rödl (Germania Ovest)
- Zischke, regia di Martin Theo Krieger (Germania Ovest)
- Zoning, regia di Ulrich Krenkler (Germania Ovest)

#### Video e Super 8
- Accidents in the Home No. 9 - Indoor Games, regia di Graham Young (Regno Unito)
- Atrophie, regia di Hanna Frenzel (Germania Ovest)
- Camera reverie, regia di Anne Amiand (France)
- Le dernier jour, regia di Gusztáv Hámos (Francia)
- EETC, regia di David Larcher (Regno Unito)
- Die Fettecke, regia di Michael Bielický e Ricardo Peredo Wende (Germania Ovest)
- Fräulein Else, regia di Hans-Jürgen Syberberg (Austria, Germania Ovest, Francia)
- Freeing the Body, regia di Marina Abramović (Jugoslavia)
- Gilda & Andrew, regia di Ilka Lauchstädt (Germania Ovest)
- Grandeur et décadence d'un petit commerce de cinéma, regia di Jean-Luc Godard (Francia, Svizzera)
- Infermental VI - New World Edition, di registi vari[16][17]

- Jeder ist in seiner eigenen Welt, regia di Antje Fels, David Boysen e Ralf Regitz (Germania Ovest)
- Killer, regia di Gusztáv Hámos (Germania Ovest)
- Like a Rat In the Night, regia di Ilona Baltrusch (Germania Ovest)
- Man Act, regia di Mike Stubbs, Phillip MacKenzie e Simon Thorne (Regno Unito)
- Marsyas II, regia di Jochen Gerz (Germania Ovest)
- Mutabor III, regia di Friederike Anders (Germania Ovest)
- Psycho Acoustics, regia di Laurie Anderson (Stati Uniti)
- Suspension, regia di Hanna Frenzel (Germania Ovest)
- Under Pressure, regia di Hanna Frenzel (Germania Ovest)
- Der Urengel, regia di Katalin Pázmándy (Germania Ovest)
- Wolf Kahlen im Gespräch II, regia di Wolf Kahlen (Germania Ovest)

The Kitchen, New York
- Berlin (West)/Andere Richtungen, regia di Stuart Sherman (Stati Uniti, Germania Ovest)
- The Box Theory, regia di Owen Land (Stati Uniti)
- Buzz Box, regia di David Daniels (Stati Uniti)
- Common Mistakes, regia di Jeanne C. Finley (Stati Uniti)
- Flaubert Dreams of Travel But the Illness of His Mother Prevents It, regia di Ken Kobland (Stati Uniti)
- Gender Gap, regia di Annie Goldson (Stati Uniti)
- I Do Not Know What It Is I Am Like, regia di Bill Viola (Stati Uniti)

- The Kitchen Presents Two Moon July, regia di Tom Bowes (Stati Uniti)
- Miami Man in Landscape Loop, regia di Ken Kobland (Stati Uniti)
- O Panama, regia di James Benning e Burt Barr (Stati Uniti)
- Rapture, regia di Paul Sharits (Stati Uniti)
- The Reverse of Deja-Vu on Television, with Slight Delay, regia di David Blair (Stati Uniti)
- TNT: Entertainment, regia di Amy Taubin (Stati Uniti)
- Top of the Pop, regia di Richard Foreman e Jessica Harper (Stati Uniti)
- Video Album 3, regia di George Kuchar (Stati Uniti)

Selezione dal Pia Film Festival di Tokyo
- Mark, regia di Takeo Shindou (Giappone)
- Deddo endoresu, regia di Tokio Takehira (Giappone)
- He Was Here, and You Are Here, regia di Haruki Doi (Giappone)
- Ieji, regia di Isao Yamada (Giappone)

- Kirapan, regia di Chieko Kurihara (Giappone)
- Memory of Seaside, regia di Mikio Yamazaki (Giappone)
- Munasawagi No Houkago, regia di Taketoshi Watari (Giappone)

### Kinderfilmfest
- Ballerup Boulevard, regia di Linda Wendel (Danimarca)
- Der Bärenhäuter, regia di Walter Beck (Germania Est)
- Caín, regia di Manuel Iborra (Spagna)
- To dendro pou pligoname, regia di Dimos Avdeliodis (Grecia)
- Die Erfindungen des Tobias Schraube, regia di Anselm Weber, Sven Thomas e Benno Wenz (Germania Ovest)
- Every Dog's Guide to Complete Home Safety, regia di Les Drew (Canada)
- Henri, regia di François Labonté (Canada)
- Infrarot, regia di Peter H. Schmidt (Germania Ovest)
- Jim & piraterna Blom, regia di Hans Alfredson (Svezia)
- Der Junge mit dem großen schwarzen Hund, regia di Hannelore Unterberg (Germania Est)
- Kam doskáce ranní ptáce, regia di Drahomíra Králová (Cecoslovacchia)
- Konsten att överleva ... om man är en daggmask, regia di Gun Jacobson e Lotta Strömblad (Svezia)
- Lördag i North Carolina, regia di Birgitta Jansson e Claes-Göran Lillieborg (Svezia)
- Naerata ometi, regia di Arvo Iho e Leida Laius (Unione Sovietica)
- Nattseilere, regia di Tor M. Tørstad (Norvegia)
- Les petites percussions, regia di Gilles Gay (Francia)
- Pingu, regia di Otmar Gutmann (Svizzera)
- Råttis, regia di Lennart Gustafsson (Svezia)
- The Silver Cow, regia di Paul R. Gagne (Stati Uniti)
- Trinajstata godenica na princa, regia di Ivanka Grubceva (Bulgaria)
- Vanttu, regia di Mikko Harjanne (Finlandia)

### Homage
- Amanti perduti (Les enfants du paradis), regia di Marcel Carné (Francia)
- Il cielo è vostro (Le ciel est à vous), regia di Jean Grémillon (Francia)
- La congiura dei potenti (Le miracle des loups), regia di André Hunebelle (Francia, Italia)
- Delirio d'amore (La symphonie fantastique), regia di Christian-Jaque (Francia)
- Elena studentessa in chimica (Hélène), regia di Jean Benoît-Lévy (Francia)
- Farinet ou l'or dans la montagne, regia di Max Haufler (Svizzera, Francia)
- Il giglio insanguinato (Maria Chapdelaine), regia di Julien Duvivier (Francia)
- Jean de la Lune, regia di Jean Choux (Francia)
- Jean-Louis Barrault, un homme de théâtre, regia di Muriel Balash (Francia)
- Jean-Louis Barrault, le langage du corps, regia di Muriel Balash (Francia)
- Des journées entières dans les arbres, regia di Marguerite Duras (Francia)
- Kinder des Olymp: Madeleine Renaud und Jean Louis Barrault, regia di Brigitta Ashoff (Germania Ovest)
- Lumière d'été, regia di Jean Grémillon (Francia)
- La maternelle, regia di Jean Benoît-Lévy e Marie Epstein (Francia)
- Il mondo nuovo (La nuit de Varennes), regia di Ettore Scola (Francia, Italia)
- La part de l'ombre, regia di Jean Delannoy (Francia)
- Il piacere (Le plaisir), regia di Max Ophüls (Francia)
- Il piacere e l'amore (La ronde), regia di Max Ophüls (Francia)
- Portrait de Madeleine Renaud, regia di Jean-Marie Carzou (Francia)
- Il sacrificio del sangue (Le puritain), regia di Jeff Musso (Francia)
- Lo strano dramma del dottor Molyneux (Drôle de drame), regia di Marcel Carné (Francia)
- Lo strano signor Vittorio (L'étrange Monsieur Victor), regia di Jean Grémillon (Francia, Germania)
- Tempesta (Remorques), regia di Jean Grémillon (Francia)
- Il testamento del mostro (Le testament du Docteur Cordelier), regia di Jean Renoir (Francia)
- Le tunnel, regia di Curtis Bernhardt (Germania)
- Vent debout, regia di René Leprince (Francia)

### Retrospettiva
- Amami stanotte (Love Me Tonight), regia di Rouben Mamoulian (Stati Uniti)
- Applause, regia di Rouben Mamoulian (Stati Uniti)
- Becky Sharp, regia di Rouben Mamoulian (Stati Uniti)
- La bella di Mosca (Silk Stockings), regia di Rouben Mamoulian (Stati Uniti)
- Il cantico dei cantici (The Song of Songs), regia di Rouben Mamoulian (Stati Uniti)
- Il dottor Jekyll (Dr. Jekyll and Mr. Hyde), regia di Rouben Mamoulian (Stati Uniti)
- Interview with Mamoulian, regia di Philip Jenkinson (Regno Unito)
- Notti messicane (The Gay Desperado), regia di Rouben Mamoulian (Stati Uniti)
- Passione (Golden Boy), regia di Rouben Mamoulian (Stati Uniti)
- Ragazze che sognano (Rings on Her Fingers), regia di Rouben Mamoulian (Stati Uniti)
- La regina Cristina (Queen Christina), regia di Rouben Mamoulian (Stati Uniti)
- Resurrezione (We Live Again), regia di Rouben Mamoulian (Stati Uniti)
- Sangue e arena (Blood and Sand), regia di Rouben Mamoulian (Stati Uniti)
- Il segno di Zorro (The Mark of Zorro), regia di Rouben Mamoulian (Stati Uniti)
- Sorgenti d'oro (High, Wide and Handsome), regia di Rouben Mamoulian (Stati Uniti)
- Summer Holiday, regia di Rouben Mamoulian (Stati Uniti)
- Le vie della città (City Streets), regia di Rouben Mamoulian (Stati Uniti)

## Premi

### Premi della giuria internazionale
- Orso d'oro: Tema di Gleb Panfilov
- Orso d'argento, gran premio della giuria: Il mare e il veleno di Kei Kumai
- Orso d'argento per il miglior regista: Oliver Stone per Platoon
- Orso d'argento per la migliore attrice: Ana Beatriz Nogueira, per Vera di Sergio Toledo
- Orso d'argento per il miglior attore: Gian Maria Volonté, per Il caso Moro di Giuseppe Ferrara
- Orso d'argento per il miglior contributo artistico: Randa Haines, per la regia di Figli di un dio minore
- Orso d'argento per il miglior contributo singolo: ex aequo
Márta Mészáros, per la regia di Diario per i miei amori
Fernando Trueba, per la regia di L'anno delle luci
- Premio Alfred Bauer: Rosso sangue di Leos Carax
- Orso d'oro per il miglior cortometraggio: Curriculum vitae di Pavel Koutský
- Orso d'argento, premio della giuria (cortometraggi): Luxo Junior di John Lasseter

### Premi onorari
- Berlinale Kamera: Klaus Maria Brandauer, Ėlem Klimov, Jack Valenti

### Premi della Kinderjury
- Kinderjury Prize: Henri di François Labonté
- Menzione d'onore: Otmar Gutmann, per la serie animata Pingu

### Premi delle giurie indipendenti
- Premio FIPRESCI: Tema di Gleb Panfilov
Premio FIPRESCI (Forum): ex aequo Siekierezada di Witold Leszczynski e Varatz lapter di Agasi Ajwasjan
- Premio OCIC: Diario per i miei amori di Márta Mészáros
Premio OCIC (Forum): Ye shan di Xueshu Yan
- Premio INTERFILM Otto Dibelius:[18] Tema di Gleb Panfilov
Premio INTERFILM Otto Dibelius (Forum): Siekierezada di Witold Leszczynski
One World Award INTERFILM (Forum): Pequeña revancha di Olegario Barrera
- Premio CICAE Art Cinema: Tema di Gleb Panfilov
Menzione d'onore: Rosso sangue di Leos Carax
- Premio CIDALC: Tema di Gleb Panfilov
- Premio UNICEF: Naerata ometi di Arvo Iho e Leida Laius
Premio speciale al miglior cortometraggio: Every Dog's Guide to Complete Home Safety di Les Drew
- Premio CIFEJ: To dendro pou pligoname di Dimos Avdeliodis
- Peace Film Prize: Joe Polowsky - Ein amerikanischer Träumer di Wolfgang Pfeiffer
- Premio Caligari: Yuki yukite, shingun di Kazuo Hara
- Teddy Award:
Miglior lungometraggio: La legge del desiderio di Pedro Almodóvar
Miglior cortometraggio: Five Ways to Kill Yourself e My New Friend di Gus Van Sant

### Premi dei lettori
- Premio dei lettori della Berliner Morgenpost: Figli di un dio minore di Randa Haines
- Premio dei lettori di Zitty: Robinson no niwa di Masashi Yamamoto